# 近藤巌
近藤 巌（こんどう いわお、1911年1月2日 - 1971年5月10日）は、日本の拳闘家、プロボクサー。日本ボクシング草創期の強豪。本名は近藤 新四郎。新潟県三島郡桐島村（現：長岡市）生まれ。

## 略歴
1926年（大正15年）に帝國拳闘会に入門し、1927年（昭和2年）10月にデビュー戦。
左フックを得意とする巧みなインファイターで、1928年（昭和3年）には大日拳認定の第2回全日本選手権において、強豪柏村五郎を破りフライ級王者となる。柏村とは9戦（2勝3敗4引分け）するなど好敵手だった。
引退後は帝拳等で後進の指導に当たったほか、審判員も務めた。

## 通算成績
58戦18勝（3KO）17敗23引分け（判明分のみ）